# Dariusz Rozum
Dariusz Rozum (ur. 8 sierpnia 1963 w Krotoszynie) – judoka, trener i sędzia sumo, Prezes Zarządu Polskiego Związku Sumo, Prezydent Europejskiej Federacji Sumo, Wiceprezydent Międzynarodowej Federacji Sumo, działacz sportowy i społeczny, polityk, wiceprzewodniczący Rady Powiatu Krotoszyńskiego, biznesman.

## Działalność polityczna
Skutecznie ubiegał się o mandat radnego Rady Miejskiej w Krotoszynie. Wybrany został do Rady IV (2002-2006 r.) i V (2006-2010 r.) kadencji. W IV kadencji tworzył klub radnych „Samorządowe Forum Gospodarcze” wraz z Zygmuntem Kozupą i Zdzisławem Białkiem, a w kadencji V również z Zygmuntem Kozupą oraz Sławomirem Augustyniakiem. W roku 2014 uzyskał mandat radnego Rady Powiatu Krotoszyńskiego (V kadencja). W tej kadencji przez 4 lata pełnił funkcję Przewodniczącego Komisji Rewizyjnej. W roku 2018 zdobył mandat radnego Rady Powiatu Krotoszyńskiego (VI kadencja) i został wybrany Wiceprzewodniczącym Rady.
W latach 2003–2020 Prezes Krotoszyńskiego Zrzeszenia Handlu i Usług.

## Działalność sportowa
Założyciel i Prezes Zarządu krotoszyńskiego klubu sportowego – Towarzystwa Atletycznego „Rozum” z siedzibą w Krotoszynie.
Od roku 2016 Prezes Zarządu Wielkopolskiego Okręgowego Związku Sumo.
Jeden z założycieli Polskiego Związku Sumo, utworzonego za zgodą ówczesnej Minister edukacji narodowej i sportu – Krystyny Łybackiej. Nieprzerwanie od 17 lat pełni funkcję Prezesa Zarządu Polskiego Związku Sumo.
Postanowieniem Prezydenta Rzeczypospolitej Polskiej z dnia 3 września 2014 r. został odznaczony Srebrnym Krzyżem Zasługi za zasługi w działalności na rzecz rozwoju i upowszechniania sportu.
W roku 2016 podczas Kongresu Europejskiej Federacji Sumo został wybrany na Prezydenta tejże organizacji. Ponownie wybrany na tę funkcję w roku 2021 podczas rozgrywanych w Polsce Mistrzostw Europy w Sumo – w kategorii wiekowej młodzik, kadet i junior – Siedlce 2021. Od roku 2016 pełni także funkcję Wiceprezydenta Międzynarodowej Federacji Sumo.
Współinicjator zawarcia pierwszej i jedynej dotychczas umowy partnerskiej pomiędzy polskimi i japońskimi miastami – pomiędzy Krotoszynem a Okinoshimą.

## Życie prywatne
Od roku 1986 w związku małżeńskim z Zofią Rozum. Ma pięcioro dzieci: Darię, Marinę, Arona, Kewina i Aleksandrę.